# Remigian Kazimierz Pikarski
Remigian Kazimierz Pikarski herbu Półkozic – chorąży dorpacki w latach 1655-1680.
Był elektorem Michała Korybuta Wiśniowieckiego z ziemi drohickiej w 1669 roku.